# 기동전사 크로스본 건담
《기동전사 크로스본 건담》(일본어: 機動戦士クロスボーン・ガンダム, きどうせんしクロスボーン・ガンダム, 영어: Mobile Suit Crossbone Gundam)은 토미노 요시유키(원작), 하세가와 유이치(작화)의 일본 만화 작품이다. 《월간 소년 에이스》에 1994년부터 1997년까지 연재되었다. 본 문서에서는 하세가와 유이치에 의한 속편 작품도 아울러 기술한다. 2019년 10월 기준으로 시리즈 누적 발행 부수는 300만부를 돌파하였다.

## 같이 보기
- 크로스본 건담
- 기동전사 F91